# SK Vizovice
Sportovní klub Vizovice je český fotbalový klub z města Vizovice, hrající od sezóny 2016/17 Okresní soutěž Zlínska (9. nejvyšší soutěž). Klub byl založen v roce 2004 po pádu původního klubu z župního přeboru do základních soutěží.

## Umístění v jednotlivých sezonách
Stručný přehled
- 2004–2005: Základní třída Zlínska – sk. B
- 2005–2006: Základní třída Zlínska – sk. A
- 2006–2007: Okresní soutěž Zlínska – sk. B
- 2007–2009: Okresní přebor Zlínska
- 2009–2010: I. B třída Zlínského kraje – sk. B
- 2010–2013: I. A třída Zlínského kraje – sk. A
- 2013–2015: Přebor Zlínského kraje
- 2015–2016: I. B třída Zlínského kraje – sk. B
- 2016–2022: Okresní soutěž Zlínska – sk. B
- 2022–2023: Okresní přebor Zlínska
- 2023–2024: Okresní soutěž Zlínska – sk. B
- 2024–: Okresní přebor Zlínska

Jednotlivé ročníky
Legenda: Z – zápasy, V – výhry, R – remízy, P – porážky, VG – vstřelené góly, OG – obdržené góly, +/− – rozdíl skóre, B – body, červené podbarvení – sestup, zelené podbarvení – postup, fialové podbarvení – reorganizace, změna skupiny či soutěže
| Česko (2004 – ) |                                    |        |    |    |       |    |     |    |      |    |        |
| Sezóny          | Liga                               | Úroveň | Z  | V  | R     | P  | VG  | OG | +/−  | B  | Pozice |
| 2004/05         | Základní třída Zlínska – sk. B     | 10     | 26 | 8  | 4     | 14 | 60  | 63 | −3   | 28 | 8.     |
| 2005/06         | Základní třída Zlínska – sk. A     | 10     | 26 | 26 | 0     | 0  | 154 | 14 | +140 | 78 | 1.     |
| 2006/07         | Okresní soutěž Zlínska – sk. B     | 9      | 22 | 18 | 2     | 2  | 71  | 23 | +48  | 56 | 1.     |
| 2007/08         | Okresní přebor Zlínska             | 8      | 26 | 9  | 5     | 12 | 47  | 56 | −9   | 32 | 11.    |
| 2008/09         | Okresní přebor Zlínska             | 8      | 26 | 16 | 4     | 6  | 79  | 32 | +47  | 52 | 1.     |
| 2009/10         | I. B třída Zlínského kraje – sk. B | 7      | 26 | 17 | 4     | 5  | 61  | 25 | +36  | 55 | 1.     |
| 2010/11         | I. A třída Zlínského kraje – sk. A | 6      | 26 | 8  | 7     | 11 | 47  | 44 | +3   | 31 | 11.    |
| 2011/12         | I. A třída Zlínského kraje – sk. A | 6      | 26 | 8  | 6     | 12 | 40  | 51 | −11  | 30 | 12.    |
| 2012/13         | I. A třída Zlínského kraje – sk. A | 6      | 26 | 14 | 2     | 10 | 66  | 45 | +21  | 44 | 2.     |
| 2013/14         | Přebor Zlínského kraje             | 5      | 26 | 8  | 3     | 15 | 41  | 68 | −27  | 27 | 12.    |
| 2014/15         | Přebor Zlínského kraje             | 5      | 26 | 2  | 3 / 0 | 21 | 18  | 90 | −72  | 12 | 13.    |
| 2015/16         | I. B třída Zlínského kraje – sk. A | 7      | 26 | 5  | 0 / 3 | 18 | 34  | 67 | −33  | 18 | 14.    |
| 2016/17         | Okresní soutěž Zlínska – sk. A     | 9      | 26 | 9  | 1 / 3 | 13 | 62  | 82 | −20  | 32 | 11.    |
| 2017/18         | Okresní soutěž Zlínska – sk. B     | 9      | 26 | 9  | 4 / 1 | 12 | 61  | 83 | −22  | 36 | 8.     |
| 2018/19         | Okresní soutěž Zlínska – sk. A     | 9      | 26 | 13 | 5     | 8  | 63  | 49 | +14  | 47 | 3.     |
| 2019/20         | Okresní soutěž Zlínska – sk. A     | 9      | 13 | 3  | 4     | 6  | 26  | 39 | −13  | 14 | 12.    |
| 2020/21         | Okresní soutěž Zlínska – sk. A     | 9      | 9  | 3  | 4     | 2  | 26  | 23 | +3   | 16 | 5.     |
| 2021/22         | Okresní soutěž Zlínska – sk. A     | 9      | 26 | 10 | 4     | 12 | 50  | 61 | −11  | 34 | 9.     |
| 2022/23         | Okresní přebor Zlínska             | 8      | 20 | 3  | 2     | 15 | 28  | 81 | −53  | 11 | 12.    |
| 2023/24         | Okresní soutěž Zlínska – sk. B     | 9      | 22 | 15 | 3     | 4  | 85  | 36 | +49  | 48 | 1.     |
| 2024/25         | Okresní přebor Zlínska             | 8      | 13 | 5  | 3     | 5  | 29  | 25 | +4   | 18 | 8.     |

Poznámky:
- 2014/15: Od sezóny 2014/15 se hraje ve Zlínském kraji tímto způsobem: Pokud zápas skončí nerozhodně, kope se penaltový rozstřel. Jeho vítěz bere 2 body, poražený pak jeden bod. Za výhru po 90 minutách jsou 3 body, za prohru po 90 minutách není žádný bod.
- 2014/15: Klub se po sestupu z Přeboru Zlínského kraje přihlásil do I. B třídy Zlínského kraje (7. nejvyšší soutěž).[4]
- 2015/16: Klub se po sestupu z I. B třídy Zlínského kraje přihlásil do III. třídy okresu Zlín.[4][5]
- 2019/20: Sezona nedohrána kvůli pandemii covidu-19.
- 2020/21: Sezona nedohrána kvůli pandemii covidu-19.